# 花畑 (つくば市)
花畑（はなばたけ）は、茨城県つくば市の地名。現行行政地名は花畑一丁目から花畑三丁目。2011年8月1日現在の行政区別人口統計表による人口は4,100人。郵便番号は一丁目7番地1が305-0805、その他は300-3261。

## 地理
つくば市の東部に位置し、筑波研究学園都市研究学園地区北部に位置する。地域内は住宅街となっており、一丁目にNTT開発研究センターがある。
東は大曽根・玉取、西は蓮沼、南は天王台、北は筑穂と接している。

### 地価
住宅地の地価は、2014年（平成26年）1月1日の公示地価によれば、花畑3丁目8番28の地点で4万3800円/m2となっている。

## 歴史

### 町名の変遷
| 実施後     | 実施年月日                 | 実施前（各大字ともその一部） |
| ---------- | -------------------------- | --- |
| 花畑一丁目 | 1974年（昭和49年）11月22日 | 大字蓮沼字北原・字高野内・字中井・字申塚、大字玉取字西原・字猟台、大字大曾根字タテダシ、大字栗原字鳥居先                                     |
| 花畑一丁目 | 1977年（昭和52年）3月4日   | 大字栗原字鳥居先 |
| 花畑二丁目 | 1974年（昭和49年）11月22日 | 大字蓮沼字北原・字蓮田・字高野内、大字大曾根字宿西・字タテダシ                                                                               |
| 花畑三丁目 | 1974年（昭和49年）11月22日 | 大字蓮沼字高野内、大字玉取字土堂・字大日脇・字西原・字猟台・字花畑、大字玉取飛地字西原、大字大曽根字道陸神・字稲荷・字宿西、大字栗原字鳥居先 |
| 花畑三丁目 | 1977年（昭和52年）3月4日   | 大字玉取字矢崎、大字栗原字松見原・字鳥居先                                                                                                   |

## 世帯数と人口
2017年（平成29年）8月1日現在の世帯数と人口は以下の通りである。
| 丁目      | 世帯数    | 人口    |
| --------- | --------- | ------- |
| 花畑1丁目 | 813世帯   | 1,406人 |
| 花畑2丁目 | 488世帯   | 1,023人 |
| 花畑3丁目 | 1,019世帯 | 1,947人 |
| 計        | 2,320世帯 | 4,376人 |

## 小・中学校の学区
市立小・中学校に通う場合、花畑全域が大曽根小学校、大穂中学校の学区となる。

## 施設
- NTT開発研究センター
- KASUMI
- 花畑近隣公園